# Chionea (Chionea) durbini
Chionea (Chionea) durbini is een tweevleugelige uit de familie steltmuggen (Limoniidae). De soort komt voor in het Nearctisch gebied.